# David Bedrač
David Bedrač , slovenski pesnik, literarni mentor in profesor slovenščine, * 13. april 1978 Ptuj.
Bedrač je študiral slovenski jezik s književnostjo na Pedagoški fakulteti v Mariboru. Študijsko se je izpopolnjeval tudi na Poljskem. Je član uredniškega odbora revije Mentor. Vodi literarne delavnice, tabore, klube in druga strokovna literarna srečanja. Je mentor številnim literarnim ustvarjalcem, še posebej se ukvarja z vprašanji literarnega ustvarjanja mladih.
Piše za odrasle in otroke. Objavlja v slovenskih literarnih revijah za odrasle ter revijah za otroke Ciciban in Cicido. Doslej je izdal pesniške zbirke: Neskončnost (1998), Poezija Pomolov (2001), Pesmi iz šipe (2006), Centimetri sveta (2010) in Tanka molčanja (2013). Izdal je tudi zbirki otroških pesmi, slikanico Pesniška hiša (2008), in fotkanico Gugajčki in gugaji (2010). Njegove pesmi so prevedene v več jezikov, sodeloval je tudi na festivalih in srečanjih s tujimi pesniki: festival Con sabor latino (2005), Spogledi (2007) in festival Dnevi poezije in vina (2010).  
Leta 2007 je izšel njegov priročnik o pesnjenju Brez uteži.
Prejel je več nagrad na literarnih natečajih in oljenko, najvišje priznanje Mestne občine Ptuj za dosežke na kulturnem področju.

## Dela
Poezija za odrasle
- Neskončnost, pesniška zbirka, 1998
- Poezija pomolov, pesniška zbirka, 2001
- Pesmi iz šipe, pesniška zbirka, 2006
- Centimetri sveta, pesniška zbirka, 2010
- Tanka molčanja, pesniška zbirka, 2013
- Tvoj nakupovalni voziček, pesniška zbirka, 2014

Poezija za otroke
- Pesniška hiša, slikanica, 2008
- Gugajčki in gugaji, fotkanica, 2010
- So že smehci k vam prispeli, slikanica, 2014

Priročniki
- Brez uteži, priročnik o pesnjenju, 2007